# Tamás Faragó
Tamás Faragó (Budapest, 5 agosto 1952) è un ex pallanuotista ungherese, vincitore di una medaglia d'oro alle olimpiadi di Montréal 1976, una d'argento a Monaco 1972 e una di bronzo alle olimpiadi di Mosca 1980, oltre ad un oro ai mondiali di Belgrado 1973 e due ori europei, a Vienna 1974 e Jönköping 1977.

## Carriera
Con la calottina del Vasutas ha conquistato un campionato ungherese, mentre con quella del Vasas altri nove titoli nazionali, quattro Coppe d'Ungheria, due Coppe dei Campioni, una Coppa delle Coppe e una Coppa LEN; con l'Orvosergyetem nel 1978 ha vinto campionato, Coppa dei Campioni e Supercoppa LEN, mentre con l'Arenzano ha alzato al cielo una Coppa Italia ed una Coppa delle Coppe. Ha allenato Arenzano, Orvosegyetem, R.N. Florentia e Vasas, dove vinse due Coppe d'Ungheria.
Dal 2001 al 2005 è stato alla guida della nazionale femminile ungherese, con la quale ha vinto un oro e un argento agli europei, un oro e un argento ai mondiali ed una Coppa del Mondo.